# Lajos Koltai

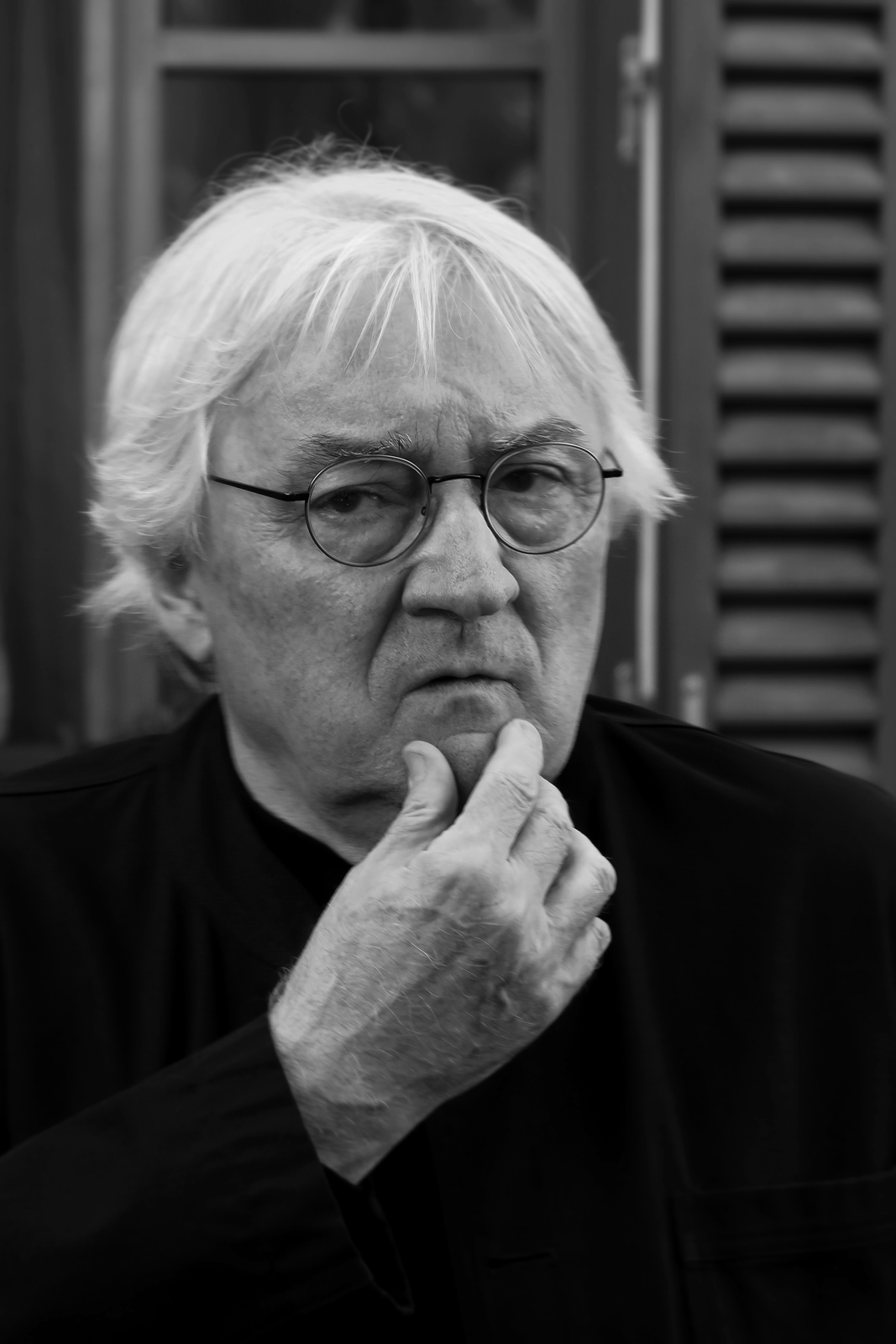
Lajos Koltai (2022)

Lajos Koltai [ˈlɒjoʃ ˈkoltɒi] (* 2. April 1946 in Budapest) ist ein ungarischer Kameramann und Filmregisseur. Er wurde vor allem durch seine Arbeiten für den ungarischen Regisseur István Szabó bekannt.

## Leben und Werk
Koltai studierte ab 1965 an der Budapester Schauspiel- und Filmhochschule (Színház- és Filmművészeti Főiskola) bei György Illés. Zu Beginn seiner Karriere war er mehrfach für Filme von Márta Mészáros als Kameramann verantwortlich. International bekannt wurde er mit der Arbeit an Mephisto unter der Regie von István Szabó. Szabó hat ihn zwischen 1980 und 2020 dreizehnmal als Kameramann eingesetzt. Seit 1987 lebt Koltai in den USA.
2005 stellte er seine erste Regiearbeit vor. Er verfilmte den autobiografischen Roman Fateless – Roman eines Schicksallosen des ungarischen Literaturnobelpreisträgers Imre Kertész. 2007 drehte er Spuren eines Lebens mit Vanessa Redgrave in der Hauptrolle.

## Filmografie (Auswahl)
als Kameramann
- 1975: Adoption (Örökbefogadás) – Regie: Márta Mészáros
- 1979: Veras Erziehung (Angi Vera) – Regie: Pál Gábor
- 1980: Zimmer ohne Ausgang (Bizalom) – Regie: István Szabó
- 1980: Der grüne Vogel – Regie: István Szabó
- 1981: Mephisto – Regie: István Szabó
- 1983: Katzenspiel – Regie: István Szabó
- 1984: Bali – Regie: István Szabó
- 1984: Der Snob – Regie: Wolfgang Staudte
- 1985: Oberst Redl – Regie: István Szabó
- 1987: Gaby – Eine wahre Geschichte (Gaby: A True Story) – Regie: Luis Mandoki
- 1988: Hanussen – Regie: István Szabó
- 1989: Homer und Eddie (Homer and Eddie) – Regie: Andrei Kontschalowski
- 1989: Georg Elser – Einer aus Deutschland – Regie: Klaus Maria Brandauer
- 1990: Frühstück bei ihr (White Palace) – Regie: Luis Mandoki
- 1991: Die wahren Bosse – Ein teuflisches Imperium (Mobsters) – Regie: Michael Karbelnikoff
- 1991: Zauber der Venus (Meeting Venus) – Regie: István Szabó
- 1992: Süße Emma, liebe Böbe (Édes Emma, drága Böbe) – Regie: István Szabó
- 1993: Born Yesterday – Regie: Luis Mandoki
- 1993: Walter & Frank – Ein schräges Paar (Wrestling Ernest Hemingway) – Regie: Randa Haines
- 1994: When a Man Loves a Woman – Eine fast perfekte Liebe (When a Man Loves a Woman) – Regie: Luis Mandoki
- 1994: Mario und der Zauberer – Regie: Klaus Maria Brandauer
- 1995: Im Sumpf des Verbrechens (Just Cause) – Regie: Arne Glimcher
- 1995: Familienfest und andere Schwierigkeiten (Home for the Holidays) – Regie: Jodie Foster
- 1996: Mother – Regie: Albert Brooks
- 1997: Out to Sea – Regie: Martha Coolidge
- 1998: Die Legende vom Ozeanpianisten (La leggenda del pianista sull’Oceano) – Regie: Giuseppe Tornatore
- 1999: Ein Hauch von Sonnenschein (The Taste of Sunshine) – Regie: István Szabó
- 2000: Malèna – Regie: Giuseppe Tornatore
- 2001: Taking Sides – Der Fall Furtwängler – Regie: István Szabó
- 2002: Ten Minutes After, Kurzfilm – Regie: István Szabó
- 2002: Club der Cäsaren (The Emperor’s Club) – Regie: Michael Hoffman
- 2002: Max – Regie: Menno Meyjes
- 2004: Being Julia – Regie: István Szabó
- 2020: Abschlussbericht (Zárójelentés) – Regie: István Szabó

## Auszeichnungen
- 1999: Europäischer Filmpreis für Die Legende vom Ozeanpianisten
- 1999: David di Donatello für Die Legende vom Ozeanpianisten
- 2001: David di Donatello für Malèna
- 2001: Oscarnominierung für Malèna